# العلاقات العراقية الكيريباتية
العلاقات العراقية الكيريباتية هي العلاقات الثنائية التي تجمع بين العراق وكيريباتي.

## مقارنة بين البلدين
هذه مقارنة عامة ومرجعية للدولتين:
| وجه المقارنة                                              | العراق                       | كيريباتي                        |
| --------------------------------------------------------- | ---------------------------- | ------------------------------- |
| المساحة (كم2)                                             | 437.07 ألف                   | 811                             |
| عدد السكان (نسمة)                                         | 38.27 مليون                  | 116.40 ألف                      |
| الكثافة السكانية (ن./كم²)                                 | 87.56                        | 14.35 ألف                       |
| العاصمة                                                   | بغداد                        | جنوب تاراوا                     |
| اللغة الرسمية                                             | اللغة العربية، اللغة الكردية | لغة إنجليزية، اللغة الكيريباتية |
| العملة                                                    | دينار عراقي                  | دولار كريباتي، دولار أسترالي    |
| الناتج المحلي الإجمالي (بليون دولار)                      | 197.72 مليار                 | 196.15 مليون                    |
| الناتج المحلي الإجمالي (تعادل القوة الشرائية) بليون دولار | 560.73 مليار                 | 224.26 مليون                    |
| الناتج المحلي الإجمالي الاسمي للفرد دولار أمريكي          | 4.94 ألف                     | 1.42 ألف                        |
| الناتج المحلي الإجمالي للفرد دولار أمريكي                 | 15.06 ألف                    | 1.81 ألف                        |
| مؤشر التنمية البشرية                                      | 0.654                        | 0.590                           |
| رمز المكالمات الدولي                                      | +964                         | +686                            |
| رمز الإنترنت                                              | .iq                          | .ki                             |
| المنطقة الزمنية                                           | ت ع م+03:00، ت ع م+04:00     |                                 |

## منظمات دولية مشتركة
يشترك البلدان في عضوية مجموعة من المنظمات الدولية، منها:
| علم المنظمة | اسم المنظمة                   | تاريخ انضمام العراق | تاريخ انضمام كيريباتي |
| ----------- | ----------------------------- | ------------------- | --------------------- |
|             | الاتحاد الدولي للاتصالات      | 12 نوفمبر 1928      | 3 نوفمبر 1986         |
|             | مؤسسة التنمية الدولية         | 29 ديسمبر 1960      | 2 أكتوبر 1986         |
|             | منظمة حظر الأسلحة الكيميائية  | ?                   | ?                     |
|             | يونسكو                        | 21 أكتوبر 1948      | 24 أكتوبر 1989        |
|             | الأمم المتحدة                 | 21 ديسمبر 1945      | 14 سبتمبر 1999        |
|             | مؤسسة التمويل الدولية         | 27 ديسمبر 1956      | 2 أكتوبر 1986         |
|             | البنك الدولي للإنشاء والتعمير | 27 ديسمبر 1945      | 29 سبتمبر 1986        |
|             | الاتحاد البريدي العالمي       | ?                   | ?                     |

## وصلات خارجية
- موقع وزارة الخارجية العراقية